# واروخوانه (فیلم)
«واروخوانه» (انگلیسی: Palindromes (film)) فیلمی در ژانر کمدی-درام به کارگردانی تاد سولوندز است که در سال ۲۰۰۴ منتشر شد.

## بازیگران
- ویل دنتون
- جنیفر جیسن لی
- الن بارکین
- ریچارد ماسور
- دبرا مانک
- ریچارد ریلی